# Jordanoleiopus polymistus
Jordanoleiopus polymistus là một loài bọ cánh cứng trong họ Cerambycidae.